# 李天植 (隆慶進士)
李天植（1537年—？），字性甫，號冲涵，直隸廣德州人，軍籍，明朝政治人物。

## 生平
隆慶元年（1567年）丁卯科應天府鄉試第十五名舉人。隆慶五年（1571年）中式辛未科會試第一百五十二名，三甲第二百九十四名進士。吏部觀政，授平阳府推官，萬曆五年（1577年）三月考选，授吏科给事中，十二月与御史趙煥巡視京營，六年正月升吏科右给事中，三月升礼科左给事中，八月出为广东右参议，十二月調補江西左参议、分守九江，九年九月升湖广副使，十二年十月升四川左参政，十四年降用，二十二年降为山东佥事，兵备曹州，创建重华书院，集诸生讲学其中，一时文风大盛。二十六年致仕，后卒于家。

## 家族
曾祖李昶；祖父李田，字舜耕，嘉靖二年（1523年）任绥宁知縣；父李尚質，号北山居士，曾从学于邹守益，赠平阳府推官，加赠礼科左给事中；母沈氏。慈侍下。孫李征仪，萬曆辛丑進士。